# Rainer Forss
Rainer Forss (né le 20 octobre 1930 en Finlande) est un joueur et entraîneur de football finlandais.
Il est connu pour avoir terminé meilleur buteur du championnat de Finlande lors de la saison 1953 avec 15 buts.
Son fils, Tero Forss, fut également footballeur professionnel.